# Bash (Glee)
"Bash" er den 15. episode af den femte sæson af den amerikanske musikalske tv-serie Glee, og den 103. episode samlet set. Episoden er skrevet af Ian Brennan og instrueret af Bradley Buecker, det blev sendt på Fox i USA den 8. april 2014. Gæstestjernen Whoopi Goldberg vender tilbage som NYADA dekan Carmen Tibideaux, og episoden indeholder flere sange af Broadway komponist Stephen Sondheim.

## Synopsis
Kurt Hummel (Chris Colfer) bliver angrebet i en hændelse grundet hans homoseksualitet. Rachel Berry (Lea Michele) fortsætter sin rejse mod sin Broadway debut i Funny Girl. Hun, Kurt og Blaine Anderson (Darren Criss) performer på NYADA.

## Produktion
Episoden indeholder flere sange af Broadway komponist og tekstforfatter Stephen Sondheim. En række af disse blev filmet i Walt Disney Concert Hall bygningeb, som bruges til NYADA Round Room koncertsal.
Gæstestjerne Whoopi Goldberg vender tilbage som NYADA dekan Carmen Tibideaux. Tilbagevendende figurer der forekommer i denne episode omfatter håbefulde sanger Mercedes Jones (Amber Riley), Kurt far Burt Hummel (Mike O'Malley) og Funny Girl producent Sidney Greene (Michael Lerner).

## Eksterne links
- Bash på Internet Movie Database (engelsk)
- Bash hos TV.com (engelsk)